# Schiebegrab

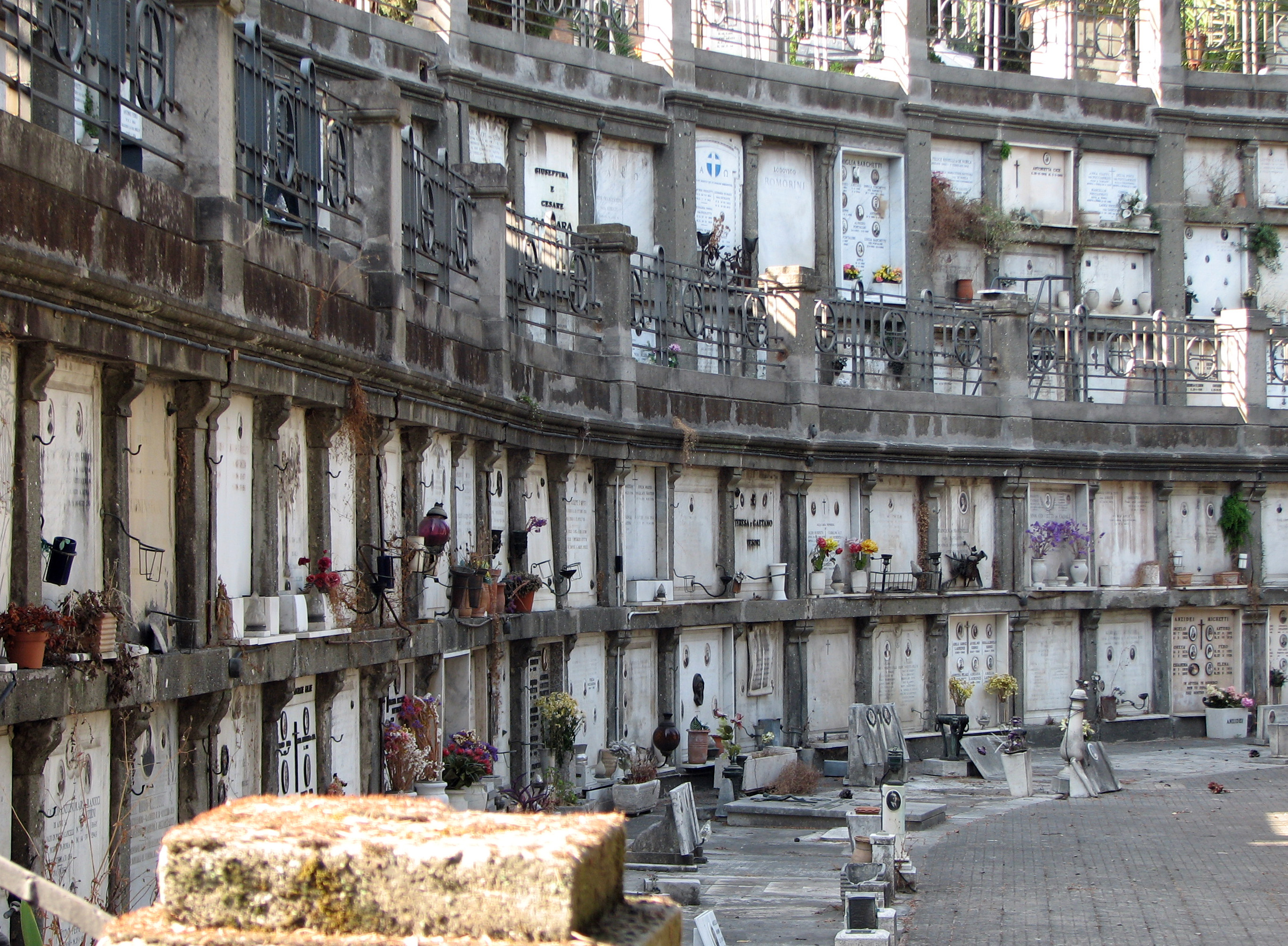
Batterie von Schiebegräbern, Campo di Verano (Rom)

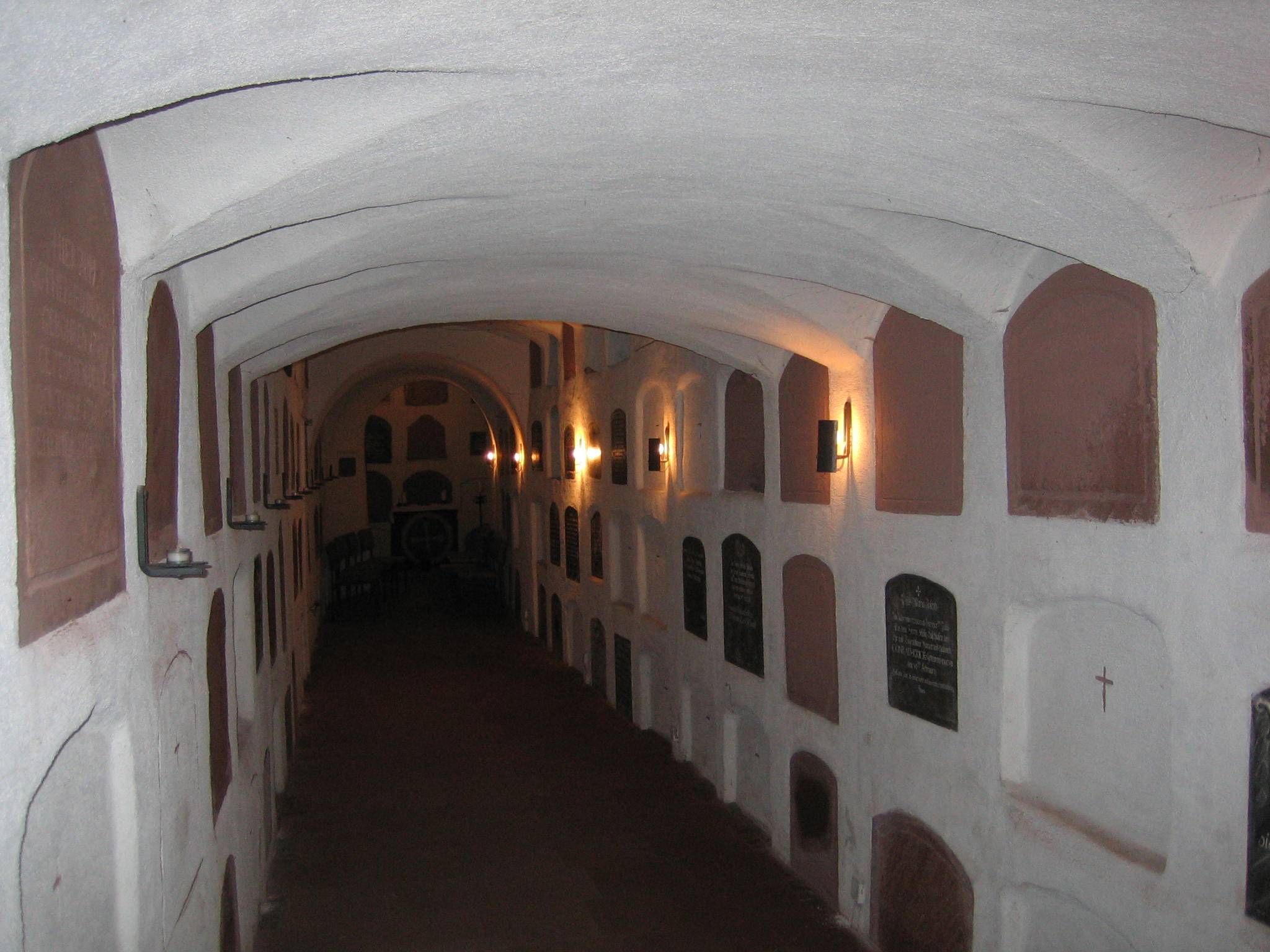
Schiebegräber in der Krypta von St. Ignaz (Mainz)

Ein Schiebegrab oder Backofengrab ist eine Wandnische in einer über- oder unterirdischen Grabanlage, in die ein Sarg oder ein Leichnam der Länge nach (Backofengrab) oder parallel zur Wand geschoben werden kann. Meist ist die Nische mit einer Steinplatte verschlossen, die eine Inschrift trägt. Das Schiebegrab tritt schon in antiken Felsgräbern und in Katakomben als Alternative zu Sarkophagen, Troggräbern und Arkosolgräbern auf. Die Grabnischen können einzeln, in Gruppen oder in regelmäßigen Batterien gebaut sein.

## Schiebegräber in Italien
Regelmäßig neben- und übereinander in Reihen angeordnete Grabnischen in Wänden oberirdischer Grabanlagen sind auf italienischen Friedhöfen weit verbreitet. Sie heißen dort Colombario, dienen aber im Gegensatz zu einem Kolumbarium im alten Römischen Reich oder im heutigen Deutschland nicht der Urnen-, sondern der Körperbestattung. Ein einzelnes Schiebegrab in der Nischenbatterie wird mit Loculo bezeichnet. Es hat nach hinten ein leichtes Gefälle zur Sammlung der Verwesungsflüssigkeiten und ist undurchlässig für Flüssigkeiten und Gase.

## Schiebegräber in Deutschland
In Deutschland sind Schiebegräber eher selten. Insbesondere sind Gräber in Kirchen meist in den Boden eingelassen oder haben die Form von Sarkophagen. Eine Ausnahme sind die Backofengräber in den Krypten der Mainzer Kirchen St. Christoph, St. Ignaz und St. Peter. Sie wurden wegen Platzmangels auf den innerstädtischen Friedhöfen in den Krypten dieser Kirchen angelegt und von 1750 bis 1803 genutzt – danach waren Bestattungen in Kirchen und auf innerstädtischen Friedhöfen durch Napoleons „Décret impérial sur les sépultures“ in Frankreich und in den von ihm besetzten Gebieten verboten. Schiebegräber gibt es auch beispielsweise im Karmelitenkloster am Kaulberg und in St. Martin in Bamberg.

## Schiebegräber in Palästina
Begräbnisse in Höhlen waren in früher biblischer Zeit die übliche Bestattungsform der Israeliten. Im 1. und 2. Jahrhundert v. Chr. herrschten in Palästina bei den einfachen Familiengrabanlagen in den Fels gehauene Räume mit tunnelförmigen Schiebegräbern, Kuchim genannt (Mehrzahl von hebräisch כוך = Nische), vor.

## Jungsteinzeitliche Schiebegräber
Backofengräber (italienisch tomba a forno, italienisch/sardisch forros) werden auch die Felsgräber auf Sardinien mit eiförmigen Leichenkammern und gerundeten Öffnungen genannt, die es schon in der Bono-Ighinu-Kultur gab. Derartige Gräber, die zum Beispiel in Cuccuru S’Arriu gefunden wurden, unterscheiden sich durch einen senkrechten Zugangsschacht von den für Sardinien typischen Domus de Janas (Häuser der Feen) der späteren Ozieri-Kultur mit waagrechtem Zugang.

## Nischengräber
In einigen Epochen (Römerzeit, frühes Mittelalter) wurden Gräber mit zusätzlichen seitlichen Nischen angelegt. Oft beinhalten diese Grabnischen Grabbeigaben. Diese Bestattungen werden in der Archäologie als Nischengräber bezeichnet. Die Nischengräber unterscheiden sich von den Schiebegräbern also dahingehend, dass in der Nische selbst meist keine menschlichen Überreste enthalten sind.